# Milcjades
Milcjades (także Melchiades; ur. w Rzymie, zm. 10 stycznia 314 tamże) – święty Kościoła katolickiego, 32. papież w okresie od 2 lipca 311 do 10 stycznia 314.

## Życiorys
Został wybrany po około rocznym okresie sediswakancji po Euzebiuszu. Liber Pontificalis podaje, że papież pochodził z Afryki, lecz najprawdopodobniej był Rzymianinem; o jego wcześniejszym życiu niewiele jest wiadomo. Po zwycięstwie cesarza Konstantyna Wielkiego w 312, wszedł w życie edykt mediolański, który pozwolił chrześcijanom wyznawać swoją religię i obchodzić święta.
W Afryce zapanował rozłam, biskup Kartaginy Cecylian zwalczał błędy doktrynalne biskupów afrykańskich, na których czele stanął Donat, który uzależniał ważność udzielanych sakramentów od moralności ich szafarza. Prawie wszystkie kościoły w Afryce się podzieliły i każda frakcja wybrała swego biskupa. Donatyści dążyli do obalenia Cecyliana, orzekli, iż jeden z wyświęcających go biskupów winien był wydania ksiąg świętych lub naczyń liturgicznych w czasie prześladowań, a w związku z tym święcenia Cecyliana są nieważne. Wybrali na biskupa Majoryna, którego wkrótce zastąpił Donat. Poprosił on o arbitraż cesarza Konstantyna I Wielkiego ten zaś wyznaczył Milcjadesa, Maternusa z Kolonii, Retycjusza z Autun i Mariana z Arelate, by zbadali sprawę. Papież zwołał synod 2 października 313 w pałacu na Lateranie. Zebrani biskupi orzekli, że Cecylian jest prawowitym biskupem Kartaginy, potępiono i ekskomunikowano Donata. Nie badano sprawy, czy biskup wyświęcający Cecyliana dopuścił się zdrady, gdyż tak czy inaczej święcenia były ważne.
Milcjades zmarł w Rzymie, pochowany został na cmentarzu św. Kaliksta.
Wspomnienie liturgiczne obchodzone jest w Kościele katolickim 10 grudnia, jak i 11 stycznia.